# إيزابيل ليتي
إيزابيل ليتي (من مواليد 1 سبتمبر 1990) عارضة برازيلية وُلدت في جواو بيسوا، بعد ظهورها لأول مرة في بوليوود مع ظهور غير معتمد في
فيلم تلاش: الجواب يكمن في الداخل، ظهرت في بوليوود مع دور رائد في الدراما في سن المراهقة ستة عشر (2013). كان فيلمها الثاني هو الرومانسية بوراني جينز (2014). كعارضة أزياء، شجعت منتجات مستحضرات التجميل اكمي وبروكتر أند غامبل وبيغ بازار والعلامة التجارية الباكستانية Nishat Linen. تم ترشيح ليتي لأفضل ممثلة لأول مرة جوائز شاشة لايف أوكي 2014 عنة دورها في فيلم ستة عشر. ظهرت بعد ذلك في بوراني جينز. انها مؤرخة أيضا لاعب الكريكيت الهندي فيرات كوهلي. كما ظهر في مقطع الفيديو الموسيقي لـ Lahore مع غورو راندهاوا والذي وصل إلى 685 مليون مشاهدة على يوتيوب.

## روابط خارجية
- إيزابيل ليتي على موقع IMDb (الإنجليزية)
- إيزابيل ليتي على موقع قاعدة بيانات الفيلم (الإنجليزية)
- إيزابيل ليتي في قاعدة بيانات الأفلام على الإنترنت